# Consultative Group on International Agricultural Research
Die im Jahr 1971 gegründete Consultative Group on International Agricultural Research (CGIAR; deutsch Beratungsgruppe für Internationale Agrarforschung) ist eine strategische Partnerschaft von 64 Mitgliedern, die mit einer Vielzahl von Regierungsorganisationen, zivilgesellschaftlichen Organisationen und auch der Privatwirtschaft in der ganzen Welt zusammenarbeitet. Die Mitglieder der CGIAR sind sowohl 21 Entwicklungs- und 26 Industrieländer, vier Co-Sponsoren, sowie dreizehn internationale Organisationen. Heute sind mehr als 8000 Wissenschaftler und Mitarbeiter in über 100 Staaten für die CGIAR aktiv.
Das Gründungsziel der CGIAR war „die Bekämpfung der Nahrungsmittelknappheit in den tropischen und subtropischen Ländern durch Forschung und Investitionen in neue, hochproduktive Pflanzensorten und verbesserte Nutztierhaltung“.
Die CGIAR erhielt den ersten König-Baudouin-Preis 1980/1981.

## Mission und Prioritäten
Die Mission der CGIAR lautet:
Nachhaltige Ernährungssicherung zu erreichen und die Armut in Entwicklungsländern durch wissenschaftliche Forschung und Aktivitäten in den Feldern Landwirtschaft, Forstwirtschaft, Fischerei und Umwelt zu reduzieren.
Die CGIAR bietet wissenschaftliche Erkenntnisse, um nachhaltiges landwirtschaftliches Wachstum zu fördern, das insbesondere ärmeren Bevölkerungsgruppen durch eine bessere Ernährungssicherheit, bessere Ernährungsweisen und eine verbesserte Gesundheit, höheres Einkommen und verbessertes Management von natürlichen Ressourcen zugutekommt.
Die fünf Prioritäten der CGIAR lauten daher:
- Hunger und Unterernährung durch eine verstärkte Produktivität besserer Nahrung (durch genetische Optimierung) zu reduzieren
- Landwirtschaftliche Biodiversität erhalten (in situ und ex situ)
- Möglichkeiten für eine ökonomische Entwicklung durch landwirtschaftliche Diversifizierung und hochwertige Rohstoffe und Produkten fördern
- Nachhaltigen Umgang und Erhaltung von Wasser-, Land- und Waldressourcen sicherstellen
- Politikrichtlinien verbessern und institutionelle Innovationen erleichtern[2]

## Forschungszentren
Die CGIAR unterstützt 15 internationale Forschungseinrichtungen (Future Harvest Centres). Diese Forschungseinrichtungen sind eigenständige, unabhängige Institutionen mit jeweils eigener Satzung.
Die 15 Future Harvest Centres mit ihren Forschungsschwerpunkten und ihrem jeweiligen Sitz sind:
| Institut                                                                   | Schwerpunkt                       | Sitz                                      |
| -------------------------------------------------------------------------- | --------------------------------- | ----------------------------------------- |
| Africa Rice Center (ehemals WARDA)                                         | Reis                              | Cotonou, Benin                            |
| Bioversity International                                                   | pflanzliche genetische Ressourcen | Rom, Italien                              |
| CIAT (Centro Internacional de Agricultura Tropical)                        | Tropische Landwirtschaft          | Cali, Kolumbien                           |
| CIFOR (Center for International Forestry Research)                         | Wald                              | Bogor, Indonesien                         |
| CIMMYT (International Maize and Wheat Improvement Center)                  | Mais und Weizen                   | Mexiko-Stadt, Mexiko                      |
| CIP (Centro Internacional de la Papa)                                      | Kartoffel                         | Lima, Peru                                |
| ICARDA (International Center for Agricultural Research in the Dry Areas)   | Landwirtschaft in Trockengebieten | Aleppo, Syrien, seit 2012 Beirut, Libanon |
| ICRISAT (International Crops Research Institute for the Semi-Arid Tropics) | Semiaride Tropen                  | Patancheru, Indien                        |
| IFPRI (International Food Policy Research Institute)                       | Internationale Ernährungspolitik  | Washington, D.C., USA                     |
| IITA (International Institute of Tropical Agriculture)                     | Tropische Landwirtschaft          | Ibadan, Nigeria                           |
| ILRI (International Livestock Research Institute)                          | Viehhaltung                       | Nairobi, Kenia / Addis Abeba, Äthiopien   |
| IRRI (International Rice Research Institute)                               | Reis                              | Los Baños, Philippinen                    |
| IWMI (International Water Management Institute)                            | Wassermanagement                  | Colombo, Sri Lanka                        |
| World Agroforestry Centre (ehemals ICRAF)                                  | Agroforstwirtschaft               | Nairobi, Kenia                            |
| WorldFish Center                                                           | Fische                            | Penang, Malaysia                          |

## Forschung
Laut ihrem Selbstverständnis betreibt die CGIAR landwirtschaftliche Forschung für die Menschen und für den Planeten. Nach eigener Aussage macht die CGIAR-Forschung die Leistungen der modernen Wissenschaft den armen Bauern in der ganzen Welt zugänglich.
Die Forschung der CGIAR richtet sich auf die Verbesserung jeder kritischen Komponente im landwirtschaftlichen Sektor. Eingeschlossen sind dabei Agroforstwirtschaft, Biodiversität, Ernährung, Futtermittel und Baumfrüchte, umweltfreundliche Landwirtschaftstechniken, Fischerei, Waldwirtschaft, Viehwirtschaft, Ernährungsrichtlinien und Beratung zur Agrarforschung.
Innerhalb der Forschung sind fünf Felder von besonderem Interesse:
- Nachhaltige Produktion (Saatgut, Viehhaltung, Fischerei, Waldwirtschaft und natürliche Ressourcen)
- Stärken nationaler Kapazitäten (durch gemeinsame Forschung, Politikberatung, Ausbildung und Wissensverbreitung)
- Verbesserung des Keimgewebes (priority crops, Viehhaltung, Bäume und Fische)
- Sammeln von Keimgewebe (weltgrößte Saatgut-Sammlung in elf Gendatenbanken, die öffentlich zugänglich sind)
- politische Richtlinien (Förderung von Forschung über Politikinhalte, die einen großen Einfluss auf die Landwirtschaft, die Gesundheit, die Verbreitung von neuen Technologien sowie auf den Umgang mit natürlichen Ressourcen und deren Erhaltung haben)

Die Forschung der CGIAR ist nach eigenen Angaben dynamisch und flexibel und kann schnell auf entstehende Herausforderungen im Bereich der Entwicklung reagieren.

## Bedeutung der agrarwirtschaftlichen Forschung
Steigende Lebensmittelpreise, die Sorge über die globale Erwärmung, die Energiekrise und neu erweckte Interessen im Bereich der Biotreibstoffe haben in der letzten Zeit zu neuen Herausforderungen und Möglichkeiten in der Landwirtschaft und für den Umgang mit den natürlichen Ressourcen geführt.
Diese globalen Trends haben hohe Risiken und Konsequenzen zur Folge, insbesondere für die Menschen, die in ländlichen Gebieten leben und deren (Über-)Leben direkt oder indirekt von der Landwirtschaft abhängig ist.
Der Klimawandel wird die Wachstumsbedingungen für die Feldfrüchte verschlechtern und darüber hinaus die Kapazitäten der landwirtschaftlich nutzbaren Fläche strapazieren. Zugleich bedroht die globale Erwärmung den Produktivitätszuwachs zu gefährden, der so wichtig ist um die Armut zu reduzieren. Wissenschaftler (Vierter Sachstandsbericht des IPCC) gehen davon aus, dass steigende Temperaturen und wechselnde Muster der Niederschläge einen Rückgang der landwirtschaftlichen Produktion von bis zu 50 % in vielen afrikanischen Ländern und bis zu 30 % in Ländern Zentral- und Südasiens zur Folge haben werden.
Auf dem nationalen und internationalen Level ist daher ein verstärktes Engagement in die landwirtschaftliche Wissenschaft essentiell, um den neuen und vielfältigen Herausforderungen begegnen zu können. Wenn die Millennium Development Goals und das Vorhaben, die Zahl der Hungernden Menschen in der Welt bis zum Jahr 2015 zu halbieren, erreicht werden sollen, dann müssen starke Programme über relevante und effektive Forschungen ganz oben auf den internationalen Entwicklungsagenden stehen.
Die Wissenschaft, die durch die Forschungszentren und ihre Partner entwickelt wurde, hat signifikante Erfolge, in Form von weniger Hungernden und einem verbesserten Einkommen für Kleinbauern in allen Entwicklungsländern erzielt.

## Die Bundesrepublik Deutschland und die CGIAR
Deutschland ist seit 1971 Mitglied in der CGIAR und hat zu ihrer Gründung beigetragen. Die offizielle Unterstützung der CGIAR durch die Bundesrepublik wird über das Bundesministerium für wirtschaftliche Zusammenarbeit und Entwicklung (BMZ) sichergestellt. Die Leistungen der Bundesrepublik im Jahr 2008 an die CGIAR betrugen rund 17,5 Millionen Euro.
Deutschland unterstützt seit 2007 den Aufbau eines Forschungsschwerpunktes zur Anpassung der afrikanischen Landwirtschaft an den Klimawandel.
Von den Mitteln vergibt das BMZ einen Anteil von 25 % als projektungebundenen Beitrag zum Budget der Forschungszentren. Der weitere Anteil wird an die Beratungsgruppe Entwicklungsorientierte Agrarforschung (BEAF) der GIZ (Deutsche Gesellschaft für Internationale Zusammenarbeit) vergeben, um die projektgebundene Förderung zu gestalten.
Nach eigener Aussage organisiert die BEAF: „die Auswahl der zu finanzierenden Forschungsprojekte der Zentren nach entwicklungspolitischen und wissenschaftlichen Kriterien. Sie unterstützt die Abwicklung der Forschungsvorhaben und die Entsendung deutscher Fachkräfte an die Internationalen Agrarforschungszentren. Darüber hinaus berät sie das BMZ in dessen Rolle als einer der größten der 64 Geber in der CGIAR bei der Wahrnehmung seiner Aufgaben in den Steuerungsgremien. Die BEAF ist in allen bedeutenden Gremien national und international aktiv. Umfangreiche Beratung wird auch in der Öffentlichkeitsarbeit für Forschung angeboten werden. Die professionelle Verknüpfung von Forschung und Entwicklungszusammenarbeit sowie die Evaluierung von Forschungsvorhaben und deren Wirkungsbeobachtung sind das wichtigste Know-how der BEAF“.